# Ciencia del suelo

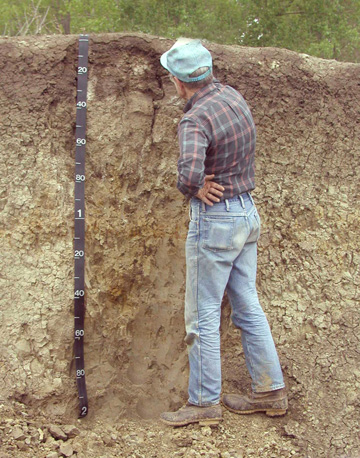
Científico realizando unas medidas entre capas

La ciencia del suelo es la ciencia o rama de las ciencias de la Tierra que estudia el suelo como recurso natural en la superficie de la Tierra incluyendo su formación (pedogénesis), su clasificación y cartografía, sus características, su composición química, su biología, su fertilidad y todo lo relacionado con el uso y a la gestión del suelo. Esta ciencia agrupa a la pedología (formación, química, morfología y clasificación del suelo) y la edafología (influencia del suelo en organismos, especialmente las plantas). A menudo se utilizan estos nombres como sinónimos de la ciencia de suelo.
De hecho, ingenieros, agrónomos, químicos, geólogos, geógrafos físicos,  ecólogos,  biólogos,  microbiólogos, silvicultores, sanitarios, arqueólogos, y especialistas en planificación regional, contribuyen a profundizar en el conocimiento de los suelos y al avance de las ciencias del suelo.
Los edafólogos han expresado su preocupación por cómo preservar el suelo y las tierras cultivables en un mundo con una población creciente, una posible crisis hídrica en el futuro, un aumento de per cápita, consumo de alimentos y degradación del suelo.

## Antecedentes históricos
El sistema de clasificación de suelos más antiguo que se conoce procede de China y aparece en el libro Yu Gong (siglo V a. C.), donde el suelo se dividía en tres categorías y nueve clases, en función de su color, textura e hidrología.
La teoría del suelo se desarrolló en el siglo XIX. Ya antes se había descubierto que no importaba el tamaño de los rendimientos de los cultivos, cómo se trataba el suelo. La aplicación de fertilizantes, el barbecho, la rotación (rotación de cultivos), el arado en camellones y similares fueron métodos desarrollados desde la Edad Media sobre la base de la experiencia.
Un gran avance se logró en 1840, cuando Justus von Liebig, a través de sus trabajos pioneros, estableció una comprensión química del suelo y su comportamiento. Desarrolló la opinión de que el suelo podría compararse con una cuenta bancaria, en el sentido de que los nutrientes de las plantas debían considerarse como capital invertido, cuya existencia dependía de si se invertían cantidades tan grandes como las cosechas extraídas en relación con su crecimiento. - en otras palabras: del suministro de fertilizantes. Von Liebig formuló además el principio de que el crecimiento de los cultivos estaba limitado por el nutriente vegetal del cual había la menor cantidad en relación con la necesidad de crecimiento de un cultivo. Pero von Liebig no llegó a comprender las desigualdades en la composición del suelo y las razones de esto.
La teoría moderna del suelo tuvo su primer avance alrededor de 1870, cuando Vasily V. Dokuchaev un geógrafo ruso, acabó con la visión tradicional del suelo como un producto de transformaciones químicas y mecánicas de las rocas, un substrato muerto del que las plantas se alimentan. Dokuchaev considera el suelo como sistema natural que tiene su propia génesis y su propio desarrollo. VV Dokutjaev reconoció la existencia de los perfiles del suelo y llegó a las razones de sus formas desiguales como si estuvieran conectadas con el clima y los cinturones de plantas. Así se abrió el camino para la investigación que condujo a la teoría moderna del suelo. El suelo se considera a partir de entonces como ente aparte de la roca madre y controlado principalmente por el clima, la vegetación y el relieve.
Una definición enciclopédica de 1914: "las diferentes formas de tierra en la superficie de las rocas, formadas por la descomposición o meteorización de las rocas". sirve para ilustrar la visión histórica del suelo que persistió desde el siglo XIX. El concepto de suelo de Dokuchaev de finales del siglo XIX evolucionó en el siglo XX hacia uno de suelo como material terroso que ha sido alterado por procesos vivos. Un concepto corolario es que el suelo sin un componente vivo es simplemente una parte de la capa exterior de la tierra.
Se está perfeccionando el concepto de suelo a la vista de la apreciación del transporte y la transformación de la energía dentro del suelo. El término se aplica popularmente al material de la superficie de la luna de la Tierra y Marte, un uso aceptable dentro de una parte de la comunidad científica. Acertada a esta comprensión moderna del suelo es la definición de Nikiforoff de 1959 del suelo como la "piel excitada de la parte subaérea de la corteza terrestre".

## Campos de estudio
El suelo ocupa la pedosfera, la capa más externa de la Tierra sólida. Esta es la perspectiva conceptual de la pedología y la edafología, las dos ramas principales de la ciencia de suelo. La pedología es el estudio del suelo en su estado natural. La edafología es el estudio del suelo en lo referente a su uso. Ambos ramas aplican una combinación de física, química, y biología del suelo. Las numerosas interacciones entre biosfera, atmósfera, litósfera e hidrosfera le dan un carácter excepcionalmente multidisciplinar a esta ciencia.

## Investigación del suelo
El estudio e investigación del suelo, es el proceso de clasificación de los tipos de suelo y otras propiedades del suelo en un área determinada y la geocodificación de dicha información. Aplica los principios de la edafología y se basa en gran medida en la geomorfología, las teorías de la formación del suelo, la geografía física y el análisis de los patrones de vegetación y uso del suelo. Los datos primarios para el estudio del suelo se adquieren mediante muestreo de campo y teledetección. La teledetección utiliza principalmente fotografía aérea, pero el LiDAR y otras técnicas digitales están ganando cada vez más popularidad. En el pasado, los edafólogos llevaban consigo al campo copias impresas de fotografías aéreas, hojas topográficas y claves cartográficas. En la actualidad, cada vez son más los edafólogos que llevan al campo un Tableta robusta y un GPS. La tableta puede llevar fotos aéreas digitales, LiDAR, topografía, geodatabases de suelos, claves cartográficas, etc.
El término estudio de suelos también puede utilizarse como sustantivo para describir los resultados publicados.  En los Estados Unidos, el National Cooperative Soil Survey publicaba estos estudios en forma de libro para cada condado. Hoy en día, los estudios de suelos ya no se publican en forma de libro; se publican en la web y se accede a ellos en NRCS Web Soil Survey donde una persona puede crear un estudio de suelos personalizado. De este modo, el usuario recibe rápidamente la información más reciente sobre el suelo. En el pasado, la publicación de un estudio de suelos en papel podía llevar años. En la actualidad, los cambios sólo tardan unos instantes en hacerse públicos. Además, los datos más actualizados de los estudios de suelos están disponibles en la pestaña Download Soils Data en NRCS Web Soil Survey para usuarios de SIG de alto nivel, como empresas consultoras profesionales y universidades.
La información de un estudio de suelos puede ser utilizada por agricultores y ganaderos para ayudar a determinar si un determinado tipo de suelo es adecuado para cultivos o ganadería y qué tipo de gestión del suelo podría ser necesaria. Un arquitecto o ingeniero puede utilizar las propiedades de ingeniería de un suelo para determinar si es adecuado para un determinado tipo de construcción. Un propietario puede incluso utilizar la información para el mantenimiento o la construcción de su jardín, patio o casa.
La información del estudio del suelo puede utilizarse para predecir o estimar los potenciales y las limitaciones de los suelos para muchos usos específicos. Un estudio del suelo incluye una parte importante de la información que se utiliza para elaborar planes viables de gestión de la tierra. La información debe interpretarse para que pueda ser utilizada por planificadores profesionales y otras personas. Las predicciones basadas en los estudios de suelos sirven de base para juzgar el uso y la gestión del suelo en zonas que van desde pequeñas extensiones a regiones de varios millones de acres. Estas predicciones, sin embargo, deben ser evaluadas junto con consideraciones económicas, sociales y ambientales antes de que puedan ser utilizadas para hacer recomendaciones válidas para el uso y la gestión de la tierra.
La mayoría del conocimiento del suelo en naturaleza proviene de cartografías del suelo. Los datos primarios de estos estudios son adquiridos por el muestreo en el campo y apoyados por teledetección.
Los últimos avances en la investigación del suelo están relacionadas con la necesidad de entender el papel del suelo en el contexto del cambio climático, los gases de efecto invernadero, y el secuestro de carbono.

## Cartografía
El estudio del suelo o cartografía del suelo, es el proceso de clasificación de los tipos de suelo y otras propiedades del suelo en un área determinada y la geocodificación de dicha información. Aplica los principios de la edafología y se basa en gran medida en la geomorfología, las teorías de la formación del suelo, la geografía física y el análisis de los patrones de vegetación y uso del suelo. Los datos primarios para el estudio del suelo se adquieren mediante muestreo de campo y teledetección. La teledetección utiliza principalmente fotografía aérea, pero el LiDAR y otras técnicas digitales están ganando cada vez más popularidad. En el pasado, los edafólogos llevaban consigo al campo copias impresas de fotografías aéreas, hojas topográficas y claves cartográficas. En la actualidad, cada vez son más los edafólogos que llevan al campo un ordendor robusto y un GPS. La tableta puede estar cargada con fotos aéreas digitales, LiDAR, topografía, geodatabases de suelos, claves cartográficas y mucho más.
El término estudio de suelos también puede utilizarse como sustantivo para describir los resultados publicados.  En Estados Unidos, el National Cooperative Soil Survey publicaba estos estudios en forma de libro para cada condado. Hoy en día, los estudios de suelos ya no se publican en forma de libro; se publican en la web y se accede a ellos en NRCS Web Soil Survey donde una persona puede crear un estudio de suelos personalizado. De este modo, el usuario recibe rápidamente la información más reciente sobre el suelo. En el pasado, la publicación de un estudio de suelos en papel podía llevar años. En la actualidad, los cambios sólo tardan unos instantes en hacerse públicos. Además, los datos más actualizados de los estudios de suelos están disponibles en la pestaña Download Soils Data en NRCS Web Soil Survey para usuarios de SIG de alto nivel, como empresas consultoras profesionales y universidades.
La información de un estudio de suelos puede ser utilizada por agricultores y ganaderos para ayudar a determinar si un determinado tipo de suelo es adecuado para cultivos o ganadería y qué tipo de gestión del suelo podría ser necesaria. Un arquitecto o ingeniero puede utilizar las propiedades de ingeniería de un suelo para determinar si es adecuado para un determinado tipo de construcción. Un propietario puede incluso utilizar la información para el mantenimiento o la construcción de su jardín, patio o casa.
La información del estudio del suelo puede utilizarse para predecir o estimar los potenciales y las limitaciones de los suelos para muchos usos específicos. Un estudio del suelo incluye una parte importante de la información que se utiliza para elaborar planes viables de gestión de la tierra. La información debe interpretarse para que pueda ser utilizada por planificadores profesionales y otras personas. Las predicciones basadas en los estudios de suelos sirven de base para juzgar el uso y la gestión del suelo en zonas que van desde pequeñas extensiones a regiones de varios millones de acres. Estas predicciones, sin embargo, deben ser evaluadas junto con consideraciones económicas, sociales y ambientales antes de que puedan ser utilizadas para hacer recomendaciones válidas para el uso y la gestión de la tierra.

## Clasificación del suelo

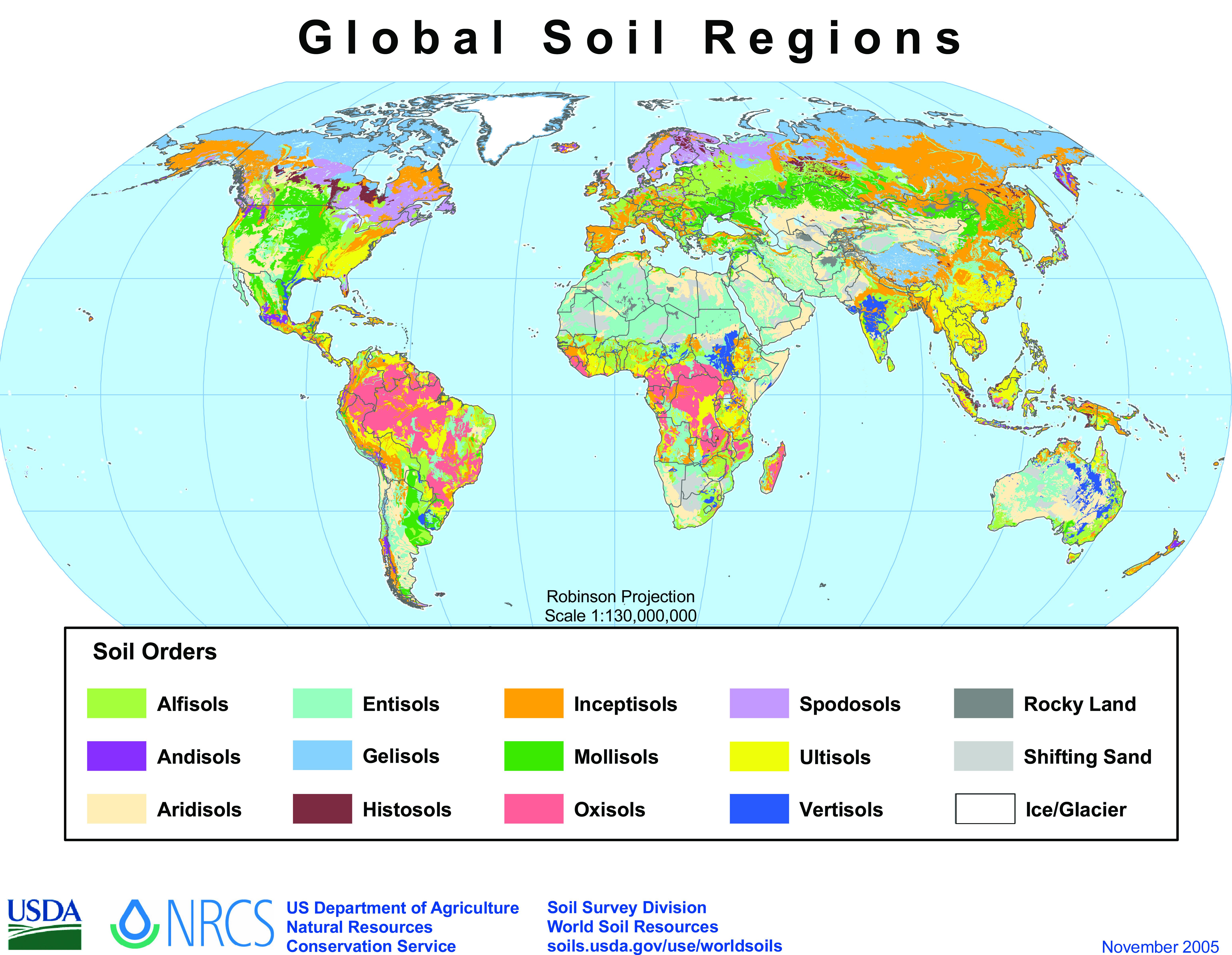
Mapa de las regiones mundiales del suelo del USDA

Desde 1998, la World Reference Base for Soil Resources (Base Referencial Mundial del Recurso Suelo) es el sistema internacional de clasificación de suelos. La versión actual válida es la cuarta edición, 2022.
La clasificación de suelos de FAO, a su vez, tomó prestados conceptos modernos de clasificación de suelos, incluida la  taxonomía de suelos del USDA.
La WRB se basa principalmente en la morfología del suelo como expresión de la pedogénesis. Una diferencia importante con la  taxonomía de suelos del USDA es que el clima del suelo no forma parte del sistema, excepto en la medida en que el clima influye en las características del perfil del suelo.
Existen muchos otros esquemas de clasificación, incluidos los sistemas vernáculos. La estructura en los sistemas vernáculos es nominal, dando nombres únicos a los suelos o paisajes, o descriptiva, nombrando a los suelos por sus características como rojos, calientes, grasos o arenosos. Los suelos se distinguen por características evidentes, como el aspecto físico (por ejemplo, el color, la textura, la posición en el paisaje), el rendimiento (por ejemplo, la capacidad de producción, la inundación) y la vegetación que los acompaña. Una distinción vernácula familiar para muchos es clasificar textura como pesado o ligero. Los suelos ligeros y de mejor estructura requieren menos esfuerzo para voltearlos y cultivarlos. Contrariamente a la creencia popular, los suelos ligeros no pesan menos que los pesados en base seca al aire ni tienen más porosidad.

## Fertilidad del suelo
La concepción del término fertilidad ha ido modificándose con el tiempo y en la actualidad más se acerca al concepto de productividad que a otra cosa. O sea, lo que ofrece potencialidad nutricional a un suelo no es solo su contenido de nutrientes, sino todos aquellos factores tanto químicos como físicos y biológicos que influyen sobre la disponibilidad y accesibilidad de los nutrientes por la planta. Con relativa frecuencia se olvida que el secreto para lograr la expresión concreta de toda la potencialidad de un suelo radica en contribuir a la acción articulada de cada uno de sus fracciones particulares. O sea, hay que conocer cada uno de esos componentes del suelo y sobre todo, la forma en que están interactuando con el resto para poder, mediante manejo, lograr su mejor expresión. 
Los altos rendimientos en los cultivos son el resultado de múltiples factores que se inician con un buen diagnóstico de la fertilidad del suelo y de la calidad del agua de riego. Es importante utilizar un adecuado sistema de muestreo, un buen procedimiento de análisis y un razonable control de calidad analítica en el laboratorio. El siguiente paso es llevar a cabo una buena interpretación de los resultados de los análisis y posteriormente generar una  adecuada recomendación de la fertilización, a partir de una meta determinada de rendimiento. Los otros factores involucran un conveniente manejo de la labranza ya sea convencional o de conservación, una adecuada decisión en cuanto a genotipos y fechas de siembra a utilizar, un adecuado arreglo de las plantas en el terreno para captar la mayor cantidad de radiación, una correcta decisión de formas y épocas de fertilización, un adecuado manejo de la sanidad del cultivo, un buen abastecimiento de agua y una adecuada aireación del suelo (Castellanos, 2000).

## Degradación del suelo
La ciencia del suelo se ocupa también de la degradación del suelo, que es un proceso natural o inducido por el hombre que deteriora la capacidad del suelo para ser utilizado. Algunos de los procesos más importantes son la acidificación, la contaminación, la desertificación, la erosión, o la salinización.